# Nguyễn Lạc Hóa
Nguyễn Lạc Hóa (阮樂化, 1901-1993) là một linh mục Công giáo Việt Nam. Ông thường được biết đến là người thành lập Biệt khu Hải Yến chống cộng giữa bán đảo Cà Mau, một thành trì của Việt Cộng.

## Thân thế
Theo tài liệu lưu trữ thì Nguyễn Lạc Hóa sinh 28 tháng 8 năm 1908 tại Móng Cái, Hải Ninh (nay thuộc tỉnh Quảng Ninh) trong 1 gia đình người Hoa gốc Quảng Tây, Trung Quốc; Cha là ông Nguyễn Phương Ngôn và mẹ là bà Linh Thị Chi, gia đình ông cư ngụ tại Sài Gòn. Tên thánh của ông là Augustinus (Augustinô) và tên tiếng Hoa là Yong Luo Hua (Vĩnh Lộc Hoa). Ông có 2 chị (một chị nuôi và một chị ruột), 3 em trai: Thành, Phát, Nghiệp.
Được cho là cùng du học với Ngô Đình Diệm, sau khi thụ chức, linh mục Augustinô Nguyễn Lạc Hóa được bổ nhiệm cai quản một số giáo xứ tại Bắc Bộ. Sau khi quân đội thực dân Pháp rút khỏi Bắc Bộ năm 1954, Nguyễn Lạc Hóa cùng với nhiều binh sĩ tàn quân Trung Quốc Quốc dân Đảng qua Campuchia. Campuchia bấy giờ theo chính sách trung lập, thiếp lập quan hệ ngoại giao với mọi chính quyền trên thế giới, hạn chế sự mất lòng với các cường quốc. Sự hình thành một khu định cư chiêu tập các tàn quân Trung Quốc Quốc Dân Đảng trên đất Campuchia dễ tạo ra mối xung đột với chính quyền Cộng hòa Nhân dân Trung Hoa hùng mạnh. Vì vậy, năm 1957, Thủ tướng Norodom Sihanouk ra lệnh trục xuất các nhóm định cư Quốc dân Đảng của linh mục Hóa.
Ông đành viết thư cho người bạn cũ Ngô Đình Diệm, bấy giờ đã là Tổng thống Việt Nam Cộng hòa, xin được tị nạn và cùng hỗ trợ chống Cộng. Tổng thống Diệm đồng ý cho phép ông và các giáo dân qua Việt Nam định cư tại các khu dinh điền. Cuối năm 1957, ông cùng 80 hộ dân theo đạo Thiên Chúa di cư đến Khu dinh điền Phú Mỹ ở 2 bên kinh xáng Thợ May, xã Phú Mỹ, huyện Cái Nước và thành lập xứ đạo. Một thời gian sau, ông cho di dời nhà thờ và khu dinh điền Phú Mỹ về ấp Thanh Đạm, xã Tân Hưng Tây, huyện Cái Nước, thành lập Khu dinh điền Cái Cám. Cùng thời gian này, ông đưa trên 80 hộ dân di cư từ Quảng Nam đến khu vực kinh Mỵ Nương ở Cái Đôi Giữa, ấp Thanh Đạm, thành lập Khu dinh điền Bình Hưng.

## Thành lập Biệt khu Hải Yến
Với sự hỗ trợ từ chính phủ Ngô Đình Diệm, với chính sách hỗ trợ giáo dân Công giáo định cư, tại các khu dinh điền Cái Cám và Bình Hưng, mỗi gia đình được 30 công đất, một con trâu, 2 lu đựng nước, 1 chiếc xuồng, gạo ăn 6 tháng và cất cho 1 căn nhà. Mỗi khu đều xây dựng một nhà thờ lớn, xây tượng Đức mẹ và thánh giá.
Quy mô của các khu dinh điền này ngày càng mở rộng khi tiếp nhận thêm 120 gia đình dân tộc thiểu số Trung Hoa. Năm 1958, với số dân cư khá đông và được kiểm soát chặt chẽ, quy củ và đủ điều kiện thành lập biệt khu quân sự, linh mục Hóa chủ động đề nghị Tổng thống Diệm chuẩn y xây dựng biệt khu trên cơ sở khu dinh điền Bình Hưng, lấy tên là Biệt khu Hải Yến.
Từ năm 1959 - 1960, linh mục Hóa được chấp thuận tuyển mộ để thành các trung đội địa phương quân. Tổng thống Diệm cũng đặc biệt ưu tiên cấp phát trang thiết bị, súng đạn, phục vụ cho việc xây dựng Biệt khu Hải Yến Bình Hưng. Linh mục Hóa cũng được Tổng thống Diệm phong làm Tư lệnh Biệt khu Hải Yến và đồng hóa với cấp bậc thiếu tá.
Biệt khu quân sự được xây dựng vững chắc với diện tích gần 80 ha, xung quanh có bờ thành bao bọc cao 1,2 mét, rộng 04 mét, trên bờ thành được bố trí nhiều chòi gác, phía ngoài có 5 – 7 hàng rào dây chì gai, có đóng đồn bót chốt giữ những nơi có đường giao thông huyết mạch để khống chế và kiểm soát mọi hoạt động của đối phương. Bên trong căn cứ là một hệ thống cơ quan dân sự và quân sự được trang bị khá hiện đại như: Sân bay, Sở chỉ huy, Cố vấn Mỹ, Nhà thờ, Khu gia đình, Trại giam, Bệnh viện và nhiều loại vũ khí hạng nặng, tàu tuần tiễu...
Năm 1965, Biệt khu Hải Yến có quân số dao động từ 1.200 - 1.800 quân, gồm: Tiểu đoàn bảo vệ, Thủy quân lục chiến, Bảo an, Thám báo, biệt kích Mỹ, Dân vệ, Phòng vệ dân sự, Bảo vệ hương thôn, Phượng hoàng, đội xây dựng nông thôn và 6 ban chuyên môn: Điều tra, Hậu cần, Hộ tịch, Hiến binh, Công binh, Giao thông, ngoài ra còn có hệ thống Tình báo, Gián điệp, Điềm chỉ, Mật vụ. Bình Hưng là chỉ huy sở, xung quanh Bình Hưng có 23 đồn như: Kinh Mới, Quảng Phú, Vàm Đình, Dinh Điền, Đường Cày, Cái Đôi Vàm, Sào Lưới, Cái Bát, Rạch Chèo, Tân Quảng, Gò Công, kinh Đứng, Hào Xuân, Thợ May, Ba Tiêm.

## Ngôi sao của tự do
Tháng 1 năm 1961, trùm tình báo CIA Edward Lansdale đã thăm linh mục Hóa ở Bình Hưng. Khi trở về Washington, ông ta ngạc nhiên khi biết tổng thống Mỹ John F. Kennedy có mối quan tâm đối với cá nhân đối với báo cáo của ông về linh mục Hóa, và muốn báo cáo này được xuất bản trong Saturday Evening Post. Bài báo viết về "một sĩ quan Mỹ." Thị trấn Newburyport, Massachusetts đã quyết định chọn Bình Hưng là một cộng đồng kết nghĩa, và Post đã tiếp theo với một câu chuyện khác về cha Hóa. Other correspondents who took up the story of the Sea Swallows included Dickey Chapelle và Stan Atkinson, người đã nhớ lại linh mục Hóa nhiều thập kỷ sau như "nhân vật đáng nhớ nhất" mà ông từng gặp trong các chuyến đi của ông.
Thành công của linh mục Hóa đã tạo cảm hứng cho các nhóm khác gia nhập Hải Yến, bao gồm nhóm người "những người bộ tộc Nùng." Tài liệu được giải mật tiết lộ rằng các chiến binh người Nùng thực sự là một đội ngũ chiến sĩ Quốc Dân Đảng Trung Quốc.

## Cáo buộc tội ác chiến tranh
Tuy vậy, linh mục Hóa cũng bị đối phương cáo buộc phạm các tội ác chiến tranh. Ông bị cáo buộc là đã dung dưỡng cho các binh sĩ dưới quyền thi hành những hành động tàn bạo đối với đối phương, thậm chí đối với dân thường bị nghi ngờ. Theo tài liệu thống kê tại Khu di tích Biệt khu Hải Yến, đã có 1.675 đảng viên, thường dân bị các binh sĩ Biệt khu Hải Yến giết hại bằng những biện pháp tàn bạo như dùng búa để đập đầu, chặt đầu, dùng dao, lê để mổ bụng lấy gan mật, cắt lỗ tai, thọc huyết...

## Sự suy tàn của Biệt khu Hải Yến
Sự tồn tại của Biệt khu Hải Yến là một cái gai ngăn trở việc xây dựng căn cứ và phát triển lực lượng của những người Cộng sản tại Cà Mau. Nhân sự ủng hộ của những người dân bất mãn với sự lộng hành và tàn ác của các binh sĩ-giáo dân Biệt khu Hải Yến, các chỉ huy quân sự Cộng sản đã nhiều lần tiến hành các vụ tập kích vào các đồn thuộc Biệt khu, thậm chí kể cả chỉ huy sở biệt khu. Tuy nhiên, nhờ sự hậu thuẫn trực tiếp của Tổng thống Diệm, vốn ưu tiên trang bị vũ khí cho biệt khu và đã ra lệnh cho các đơn vị quân trong vùng phải ưu tiên chi viện, nên Biệt khu Hải Yến vẫn duy trì được sự tồn tại của mình. Sau Đảo chính Việt Nam Cộng hòa 1963, mất đi người bảo trợ nhiệt thành, cộng với sự thiếu quan tâm của chính quyền mới, Biệt khu Hải Yến bị tấn công mạnh, dần dần thu hẹp vùng kiểm soát.
Giữa năm 1966, Tiểu đoàn U Minh 2 của Quân Giải phóng miền Nam Việt Nam tiến hành phục kích và đánh tiêu diệt gần như hoàn toàn lực lượng chủ lực của Biệt khu Hải Yến. Sau thất bại này, chính quyền Sài Gòn ra lệnh giải tán Biệt khu Hải Yến, đưa các đơn vị còn lại sáp nhập vào Quân lực Việt Nam Cộng hòa. Linh mục Hóa trở về đời sống thuần túy tôn giáo, ông lên Sài Gòn làm công tác mục vụ.

## Cuộc sống lưu vong
Đến khoảng năm 1973, do tuổi già sức yếu cộng với sự bi quan về nước Việt Nam Cộng hòa bị tham nhũng hóa, thấy được sự bế tắc của "công cuộc chống cộng cứu quốc" Việt Nam ở tại Miền Nam Việt Nam, ông linh mục Hóa đã xin phép Chính phủ nước Việt Nam Cộng hòa cho đến nước Đài Loan (Trung Hoa Dân Quốc) để tị nạn và mất tại đây năm 1989.